# Osamu Taninaka
Osamu Taninaka, född 24 september 1964 i Tokyo prefektur, Japan, är en japansk tidigare fotbollsspelare.